# خیابان ورشائر
۵۲°۳۰′۵۹٫۶۹″ شمالی ۱۳°۲۲′۵۱٫۶″ شرقی / ۵۲٫۵۱۶۵۸۰۶°شمالی ۱۳٫۳۸۱۰۰۰°شرقی

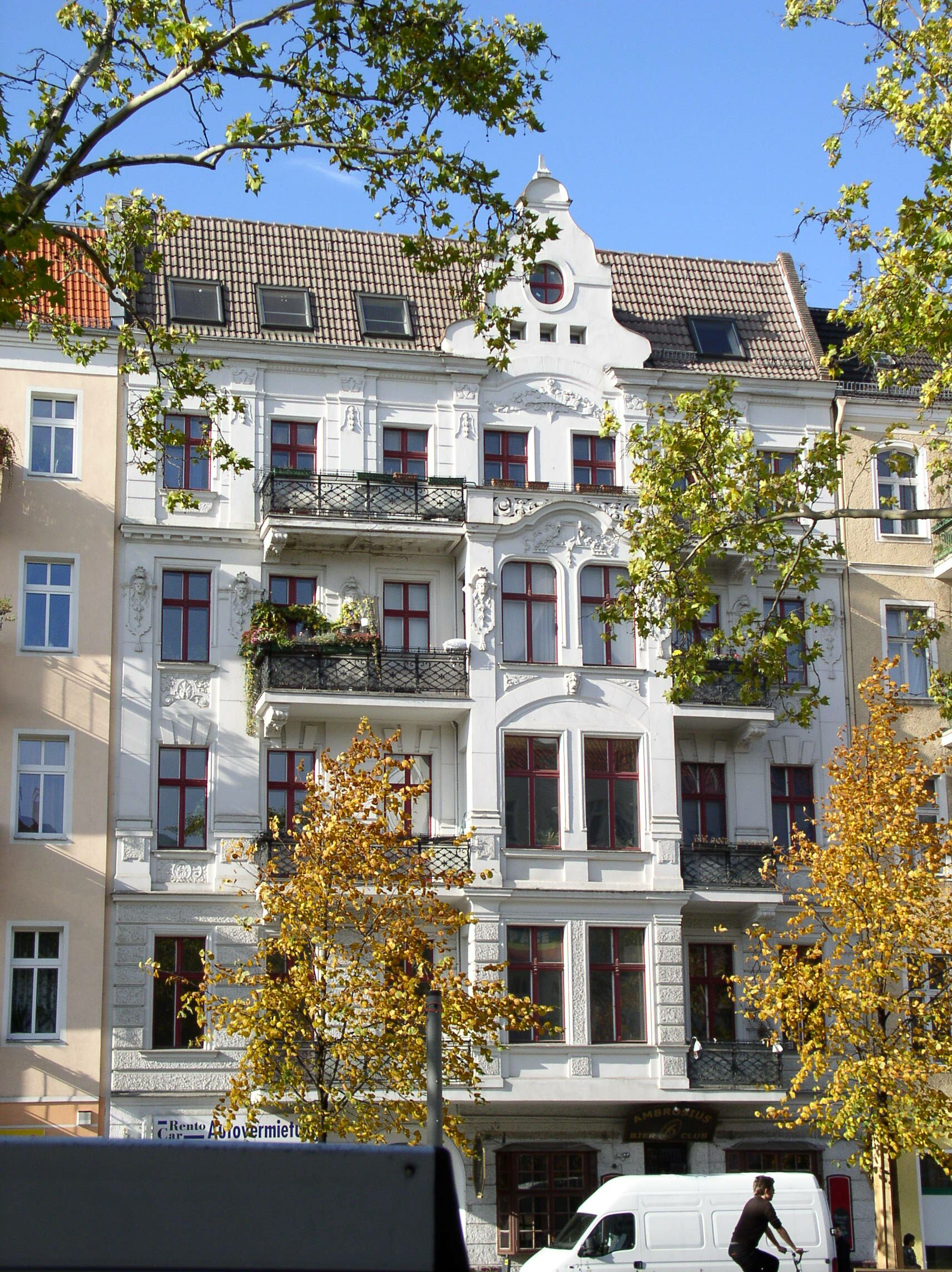
خانه شماره ۲۶ در خیابان ورشائر

خیابان ورشائر، ورشائر اشتراسه یا Warschauer Straße با معنی خیابان ورشو، یک گذرگاه اصلی در منطقه فریدریشسهاین کرویتسبرگ در مرکز برلین، پایتخت آلمان است. این خیابان از فرانکفورتر تور به سمت شمال آغاز می‌شود و ۱٫۶ کیلومتر از جنوب تا تقاطع پل اوبرباوم، خیابان مولن و خیابان اشترالائر امتداد دارد. این خیابان در واقع بخشی از جاده فدرال 96a نیز هست. این خیابان به نام ورشو، پایتخت لهستان نامگذاری شده‌است.
ایستگاه قطار خیابان ورشائر، که در خدمت شبکه ریلی اس-بان و متروی برلین است، در نیمه جنوبی این خیابان واقع شده‌است. ایستگاه خیابان ورشائر در ایستگاه‌های اس-بان S3، S5، S7 و S9 و به عنوان پایانه خط U1 و U3 متروی برلین عمل می‌کند.